# 坂田隆
坂田 隆（さかた たかし、1951年 - ）は、日本の生理学者。農学博士（東北大学）。前石巻専修大学学長。愛知県名古屋市出身。

## 来歴
1951年愛知県名古屋市生まれ。父は写真家の坂田稔、母は長唄囃子演奏家の坂田喜代こと四世二代目伊和家小米（いわや　こよね）。1969年愛知県立旭丘高等学校卒業。1973年東北大学農学部卒業。1978年東北大学大学院農学研究科畜産学専攻博士課程修了。農学博士　博士論文の題は　「成めん羊の第一胃粘膜におよぼす揮発性脂肪酸の影響」。その後、ドイツ・ホーエンハイム大学研究員やドイツ・ハノーファー獣医科大学研究員、ヤクルト本社中央研究所研究員を経て、1989年石巻専修大学理工学部基礎理学科助教授に就任。1997年同工学部基礎理学科教授。2005年同理工学部長。2007年石巻専修大学学長に就任。2016年任期満了に伴い退任した。在任中に東日本大震災が発生し素早い危機管理と地元貢献でキャンパス敷地を被災者に開放。また自治体や自衛隊からの依頼を快く受け入れ活動基地として提供した。 スポーツは高校・大学を通じてボート部で活躍。

## 研究領域
専門は、比較栄養生理学、食生活学、食品科学、消化器内科学。特に反芻胃、消化管内細菌、短鎖脂肪酸、消化管内容物の物性を研究。大腸生理学研究の第一人者。

## 受賞歴
- 日本畜産学会佐々木賞（1980年）
- Vahouny Medal（2004年）

## 主著
- 『科学の事典　第3版』（共著、岩波書店、1985年）
- 『はじめてナットク！大腸・内幕物語－知られざる臓器をさぐる』（講談社、1989年）
- 『砂漠のラクダはなぜ太陽に向くか？－身近な比較動物生理学』（講談社、1991年）
- 『ショ糖の吸収を遅くするための技術』（共著、建帛社、2003年）